# Microcomputer
Een microcomputer is een computer die een microprocessor als centrale verwerkingseenheid CPU gebruikt. Het woord microcomputer is eigenlijk verouderd, maar diende om onderscheid te maken tussen mainframes en minicomputers aan de ene kant, die naar huidige maatstaven ook nog vrij fors waren en microcomputers, waarbij de gehele CPU op een enkele chip zat, aan de andere kant. Microcomputer duidt erop dat het om kleine computer gaat. Isaac Asimov was in 1956 met zijn korte verhaal De Stervende Nacht, gepubliceerd in 1956 in The Magazine of Fantasy & Science Fiction de eerste die het woord microcomputer gebruikte.
De eerste kleine computers met een microprocessor werden tussen 1975 en 1980 op de markt gebracht. Dat was het geval zowel in de categorie desktop, dus voor huis, kantoor en school als in de categorie besturing: voor het laboratorium, machinebesturing, apparaatbesturing, enzovoorts. De ontwikkeling ging na uiteraard door: microcomputers werden krachtiger, kleiner, veelzijdiger en goedkoper. Het toepassingsgebied nam enorm toe, zodat in 2011 bijna elke westerling een mobiele telefoon op zak had, in feite een microcomputer.
De ontwikkeling van de techniek en van de toepassingen van microcomputers is gepaard gegaan met de evolutie van de gebruikte begrippen:
- microcomputer voor kantoor, hobby en communicatie: homecomputer → personal computer → laptop → notebook → PDA → tablet
- microcomputer voor besturing: PLC → embedded systeem → microcontroller

## Tijdschema
- rond 1950 - Een digitale computer, werkend met elektronenbuizen, nam de ruimte in van een woonhuis en voor de noodzakelijke koeling nogmaals zoveel.
- rond 1960 - Een al krachtiger machine, gebouwd met transistors, had nog een grote zaal nodig.
- rond 1970 - Een nog krachtiger computer, gebouwd met geïntegreerde schakelingen, paste in dezelfde ruimte, maar dan wel met de randapparatuur: kaartlezers, printers, magneetbanden voor opslag van gegevens en dergelijke erbij.
- rond 1980 - De meeste computers werden met een microprocessor gebouwd, klein genoeg om in een kast of op het bureau te passen.
- rond 1990 - De afmetingen van computers werden vooral door het gebruik bepaald. Draagbare computers met lcd-beeldschermen werden al gebruikt.
- daarna - De ontwikkelingen in micro-elektronica gaan zeker door, maar het zijn vooral het toepassingsgebied en de randapparatuur zoals het toetsenbord, beeldscherm en de aansluitmogelijkheden, die de vormgeving en de afmetingen bepalen.